# Jan Willem Wijn
Jan Willem Wijn (* 1891 in Den Helder; † 1965 in Den Haag) war ein niederländischer Offizier und Historiker.
Er besuchte die Koninklijke Militaire Academie in Breda und wurde 1934 bei Gerhard Wilhelm Kernkamp in Geschichte an der Universität Utrecht promoviert. 1938/39 war er Direktor des Koninklijk Nederlands Legermuseum in Delft. Nach 1945 war er, 1946 zum Oberstleutnant befördert, der erste professionelle Historiker am Nederlands Instituut voor Militaire Historie in Den Haag. 1951 trat er in den Ruhestand. 1955 wurde er noch zum Titularoberst ernannt. 1965 vermachte er seine militärische Privatsammlung dem Institut.
Von 1955 bis 1960 war er Vizepräsident und von 1960 bis 1965 Präsident der Commission Internationale d’Histoire Militaire.

## Schriften (Auswahl)
- Het krijgswezen in den tijd van Prins Maurits (1934)
- Gedenkboek van de Luchtvaartafdeeling 1913–1938 (1938)
- Het beleg van Haarlem (1942)
- Krijgskundige aanteekeningen van Johan den Middelste van Nassau (1947)
- Het Staatsche Leger. Deel VIII: Het tijdperk van de Spaanse Successieoorlog 1702–1715 (3 Bd., 1956–1964).